# Мартинюк Володимир Семенович
Володимир Семенович Мартинюк (14 січня 1938 — 13 грудня 1999) — український поет, громадський діяч.

## Біографія
Народився 14 січня 1938 року в селі Волошкове, нині Сокирянського району Чернівецької області. Навчався на курсах садоводів у Рідківській сільськогосподарській школі. Вищу освіту здобув у Кам'янець-Подільському сільськогосподарському інституті. Працював садоводом, агрономом у колгоспі «Нове життя» у с. Волошкове, агрономом Сокирянської райсільгосптехніки, головою колгоспу «800-річчя Москви» у селі старообрядців-липован Грубна Сокирянського району. Обирався депутатом сільської ради у с. Волошкове.

## Творча діяльність
Писав вірші, які публікувались у Сокирянській районній газеті «Дністрові зорі». Був членом літературно-мистецького об'єднання «Польова веселка», яке очолював український поет Олексій Бондар. На сторінках «Польової веселки», що виходила у районній газеті, були опубліковані його поетичні твори: «Волошкове», «Земле моя», «Буковиночка», «Прилітай журавко», «На Дністрі», «Іду полем», «Берізка», «У новий хаті»… 70 віршів увійшли до його поетичної збірки.

## Пісні на слова поета
Чимало віршів поета поклали на музику композитори Володимир Давиденко, Михайло Мафтуляк, які друкувалися у газеті «Дністрові зорі», збірках Михайла Мафтуляка: «Допоки музика звучить» (Київ: Арфа, 1996, — 80 с.); «Лунає музика землі…» (Снятин: Музично-видавничий дім «В. Лазаренко», 2008.- 79 с.); «Шануймося та будьмо» (Снятин: Музично-видавничий дім «В. Лазаренко», 2011. — 104 с.)
Автор низки пісень:
- Цвіти, розцвітай Україно!
- Буковиночка
- Прилітай журавко
- Пісня про Волошкове
- Пісня про Новодністровськ
- До джерела
- Ти завжди
- Горянка